# Tonga ai Giochi della XXXIII Olimpiade
Tonga ha partecipato ai Giochi della XXXIII Olimpiade, svoltisi a Parigi dal 26 luglio all'11 agosto 2024, con una delegazione di 4 atleti, 2 uomini e 2 donne in 3 discipline.
Sin dal debutto ufficiale della nazione nel 1984, gli atleti tongani hanno gareggiato in ogni edizione dei Giochi olimpici estivi.

## Delegazione
| Sport            | Uomini | Donne | Totale |
| ---------------- | ------ | ----- | ------ |
| Atletica leggera | 1      | 0     | 1      |
| Nuoto            | 1      | 1     | 2      |
| Pugilato         | 0      | 1     | 1      |
| Totale           | 2      | 2     | 4      |

## Risultati

### Atletica leggera
| Q | Qualificato al turno successivo per la posizione in qualificazione                                                           |
| q | Qualificato per il turno successivo per ripescaggio o, negli eventi su campo, conquistando la misura minima per qualificarsi |

Maschile
Eventi su pista e strada
| Atleta            | Evento      | Preliminari | Preliminari | Batteria        | Batteria        | Semifinale      | Semifinale      | Finale          | Finale          |
| Atleta            | Evento      | Risultato   | Posizione   | Risultato       | Posizione       | Risultato       | Posizione       | Risultato       | Posizione       |
| ----------------- | ----------- | ----------- | ----------- | --------------- | --------------- | --------------- | --------------- | --------------- | --------------- |
| Maleselo Fukofuka | 100 m piani | 12"11       | 8º          | non qualificato | non qualificato | non qualificato | non qualificato | non qualificato | non qualificato |

### Nuoto
Maschile
| Atleta   | Evento      | Batterie | Batterie  | Semifinali      | Semifinali      | Finale          | Finale          |
| Atleta   | Evento      | Tempo    | Posizione | Tempo           | Posizione       | Tempo           | Posizione       |
| -------- | ----------- | -------- | --------- | --------------- | --------------- | --------------- | --------------- |
| Alan Uhi | 100 m dorso | 1'00"62  | 46º       | non qualificato | non qualificato | non qualificato | non qualificato |

Femminile
| Atleta      | Evento            | Batterie | Batterie  | Semifinali      | Semifinali      | Finale          | Finale          |
| Atleta      | Evento            | Tempo    | Posizione | Tempo           | Posizione       | Tempo           | Posizione       |
| ----------- | ----------------- | -------- | --------- | --------------- | --------------- | --------------- | --------------- |
| Noelani Day | 50 m stile libero | 28"60    | 51ª       | non qualificata | non qualificata | non qualificata | non qualificata |

### Pugilato
Femminile
| Atleta           | Evento                | Sedicesimi                | Ottavi di finale     | Quarti di finale     | Semifinali           | Finale               | Pos.            |
| Atleta           | Evento                | Avversario Risultato      | Avversario Risultato | Avversario Risultato | Avversario Risultato | Avversario Risultato | Pos.            |
| ---------------- | --------------------- | ------------------------- | -------------------- | -------------------- | -------------------- | -------------------- | --------------- |
| Feofaaki Epenisa | Pesi leggeri (-60 kg) | H. Thị Linh (VIE) P (0-5) | non qualificata      | non qualificata      | non qualificata      | non qualificata      | non qualificata |